# SMS Königsberg (1905)
SMS Königsberg byla vedoucí loď stejnojmenné třídy lehkých křižníků německého císařského námořnictva. Pojmenován byl podle hlavního města Východního Pruska Königsbergu. Ve službě byl v letech 1906–1915. Za první světové války křižník operoval v německé východní Africe. Ukryl se v deltě řeky Rufiji, kde jej v roce 1915 poškodili Britové a následně potopila vlastní posádka.
Třída Königsberg zahrnovala tři další jednotky: SMS Stettin, SMS Stuttgart a SMS Nürnberg. Königsberg a jeho sesterské lodě byly určeny k průzkumu v domácích vodách i v koloniích. Byl to výsledek rozpočtových škrtů, kvůli kterým Císařské námořnictvo nemohlo stavět specializované křižníky.

## Stavba

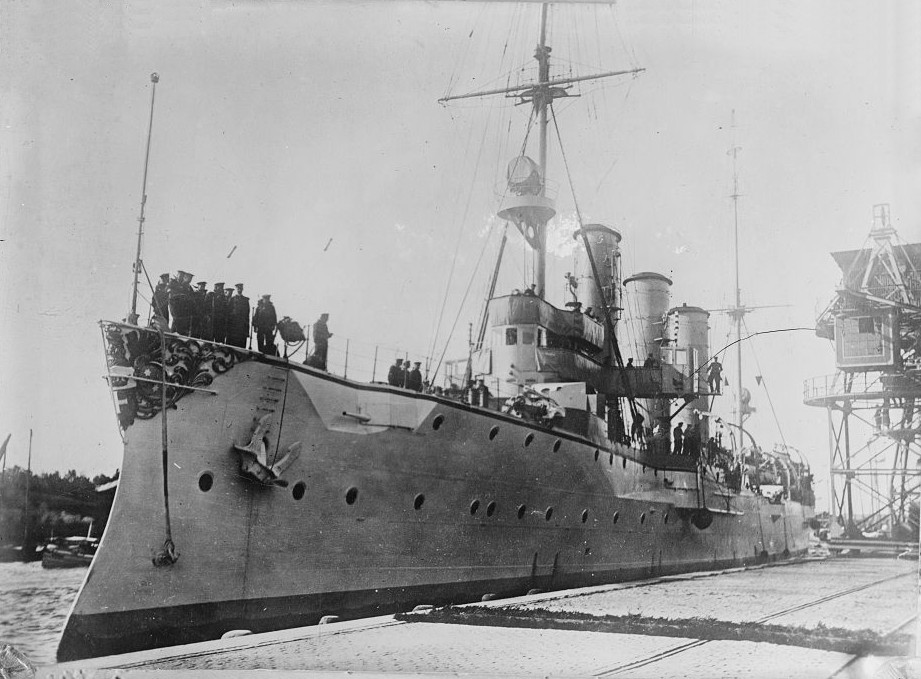
Königsberg na předválečném snímku

Křižník Königsberg byl zadán do výstavby pod jménem Ersatz Meteor. Jeho kýl byl založen v císařské loděnici Kaiserliche Werft Kiel v Kielu dne 12. ledna 1905. Na vodu byl spuštěn v 12. prosince 1905 a do služby byl přijat 4. června 1906.

## Konstrukce
Hlavní výzbroj Königsbergu tvořilo deset děl ráže 105 mm, nejvyšší rychlost dosahovala 24,1 uzlu (44,6 km/h).

## Služba

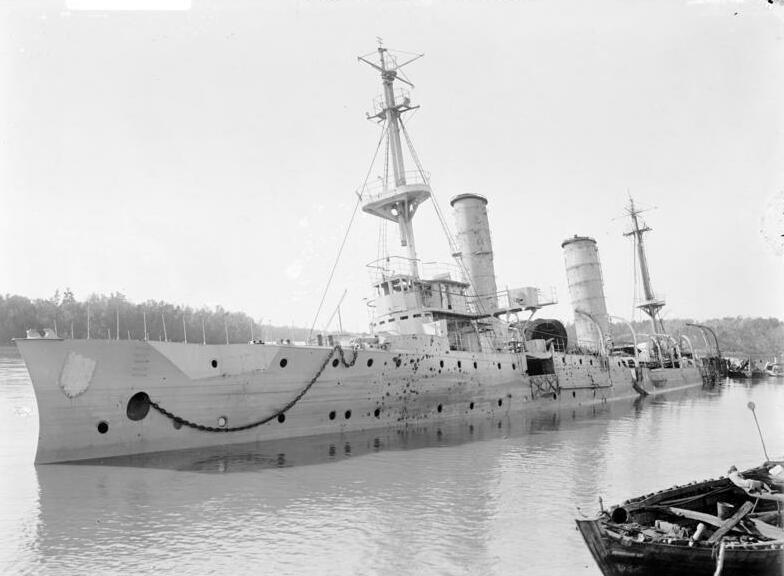
Königsbergu potopený v deltě Rufiji

Po uvedení do služby byl Königsberg určen k provádění průzkumu v rámci Hochseeflotte. V tomto období často doprovázel císaře Viléma II. na jeho plavbách jachtou při zahraničních návštěvách. V dubnu roku 1914 byla loď poslána na, jak se tehdy zdálo, dvouletou misi v německé východní Africe, kterou však přerušilo vypuknutí první světové války v srpnu toho roku. Königsberg se zpočátku pokoušel napadat britské a francouzské obchodní trasy v oblasti, ale během celého působení zničil jedinou obchodní loď. Nedostatek uhlí silně omezoval schopnost napadat cizí lodě. Během bitvy u Zanzibaru překvapil 20. srpna 1914 britský chráněný křižník HMS Pegasus a potopil jej.
Poté se Königsberg stáhl do delty Rufiji k opravě strojů. Než mohly být opravy dokončeny, loď objevily britské křižníky a, neschopny vplout do řeky a zničit nepřátelské plavidlo, zahájily blokádu. Po několika pokusech potopit loď v deltě řeky v bitvě, vyslali Britové dva monitory třídy Humber, HMS Mersey a HMS Severn, aby loď zničily. Oba monitory se 11. července 1915 přiblížily dost blízko, aby mohly loď poškodit natolik, že ji posádka musela potopit. Námořníci zachránili všech deset hlavních děl a připojili se k vojskům generálporučíka von Lettow-Vorbeck ve Východní Africe. Königsberg byl v letech 1963–65 zčásti rozebrán na šrot a zbytek se potopil na říční dno.